# You’re Living All Over Me
You’re Living All Over Me – drugi album studyjny indierockowej grupy Dinosaur Jr., wydany w 1987 nakładem wytwórni SST Records.

## Brzmienie
Album dość innowacyjny jak na ówczesne czasy dla muzyki indierockowej, odznaczał się dużą inspiracją muzyką hardcore punkową, regularnymi partiami gitary solowej i dużym wykorzystaniem efektu wah wah w muzyce zespołu. Brzmienie albumu charakteryzuje się dużą liczbą zakłóceń, sprzężeń i słabą jakością nagrania charakterystyczną dla ruchu lo fi. Oprócz cięższych utworów, na albumie znajduje się jeden akustyczny utwór Lou Barlowa ("Poledo"; drugim utworem autorstwa Barlowa na albumie jest "Lose"), cover utworu Petera Framptona (cover "Show Me The Way" wydany jako ścieżka bonusowa w 2005 przez Merge records) oraz cover The Cure "Just Like Heaven".

## Wpływ i sukces płyty
Album wywarł duży wpływ na niezależną amerykańską scenę muzyczną i do dziś jest uważany za jedno z najlepszych wydawnictw grupy.

## Lista utworów
Wszystkie utwory napisane przez J Mascisa z zaznaczonymi wyjątkami.
1. "Little Fury Things – 3:06
2. "Kracked" – 2:50
3. "Sludgefeast" – 5:17
4. "The Lung" – 3:51
5. "Raisans" – 3:50
6. "Tarpit" – 4:36
7. "In a Jar" – 3:28
8. "Lose", Lou Barlow – 3:11
9. "Poledo", Lou Barlow – 5:43
10. "Show Me the Way" (Ścieżka bonusowa na reedycji SST Records), Peter Frampton – 3:45
11. "Just Like Heaven" (Ścieżka bonusowa na reedycjach Imperial Records oraz Merge Records, 2005), Robert Smith, Simon Gallup, Porl Thompson, Boris Williams, Lol Tolhurst – 2:53
12. "Throw Down" (Ścieżka bonusowa na reedycji Imperial Records, 2005) – 0:49
13. "In a Jar" (Live)

## Twórcy
- J Mascis – gitara, instrumenty perkusyjne, wokal
- Lou Barlow – gitara basowa, wokal, ukulele, miksowanie albumu
- Murph – perkusja
- Lee Ranaldo – wokal wspierający w "Little Fury Things"
- Maura Jasper[8] – Cover Art